# Canthonella barrerai
Canthonella barrerai là một loài bọ cánh cứng trong họ Bọ hung (Scarabaeidae).